# Noël Audet
Noël Audet (* 23. Dezember 1938 in Maria, Québec; † 29. Dezember 2005 in Boucherville, Québec) war ein kanadischer Schriftsteller und Hochschullehrer.

## Leben
Audet absolvierte das Collège Rigaud, studierte an der Universität Laval und erwarb 1965 den Doktorgrad in Literatur an der Sorbonne. Danach unterrichtete er mehr als dreißig Jahre an der Université du Québec à Montréal. In den 1960er Jahren veröffentlichte er zwei Gedichtbände. Einer größeren Öffentlichkeit wurde er mit dem Erzählungsband Quand la voile faseille bekannt, der 1980 erschien. Anschließend veröffentlichte er neun Romane, drei Essays und zahlreiche Erzählungen und Kurzgeschichten in Zeitschriften und Gemeinschaftswerken. Sein bekanntestes Werk war der Roman L'ombre de l'épervier, von dem 120.000 Exemplare verkauft wurden und der 1998 und 2000 für Fernsehserien adaptiert wurde.
Daneben arbeitete Audet für mehrere Zeitschriften und Zeitungen, darunter Le Devoir und Lettres québécoises, war Mitglied der Redaktion der Zeitschrift Voix et Images und literarischer Leiter der Sammlung Littérature d’Amérique bei Éditions Québec/Amérique. 1988 erhielt er den Prix Arthur-Buies, 1989 den Prix Mérite culturel gaspésien und 1998 den Publikumspreis des Salon du livre de la Côte-Nord.

## Werke
- Quand la voile faseille, Erzählungen, 1980
- L'ombre de l'épervier, Roman, 1988
- Écrire de la fiction au Québec, Essay, 1990
- Frontières ou Tableaux d'Amérique, Roman, 1995
- La Terre promise, Roman, 1998
- Le Roi des planeurs, Roman, 2005